# Lindy Ruff
Lindy Cameron Ruff (* 17. února 1960, Warburg, Alberta, Kanada) je bývalý kanadský hokejista a současný trenér týmu NHL Buffalo Sabres. V NHL dříve působil také jako hráč, jako obránce nebo levé křídlo hrál za Sabres a za New York Rangers. Momentálně je nejdéle sloužícím aktivním koučem v NHL.

## Hráčská kariéra
Na draftu NHL byl vybrán v roce 1979 v druhém kole, celkově jako devětatřicátý, později hrál za Buffalo Sabres a New York Rangers. Reputaci si získal pro tvrdou hru, hokejovou povahu a pracovitost. Ukázka nebojácnosti přišla 10. května 1980 v zápase play-off proti New York Islanders, kdy ho brankář soupeře Billy Smith srazil před bránou. Ruff se zvedl a šel si s ním vyřídit účty.
Většinu kariéry odehrál za Buffalo Sabres, tři roky byl dokonce jejich kapitánem. Při uzávěrce přestupů v roce 1989 ho ale Sabres vyměnili do New York Rangers za výběr v draftu, kterým si později vybrali Richarda Šmehlíka, který pak nějakou dobu hrál pod Ruffem, když byl Ruff trenérem Buffala.
V NHL si zahrál v 691 zápasech, vstřelil 105 gólů a přidal 195 asistencí, což dělá 300 bodů. Také si odseděl na trestné lavici 1 264 trestných minut. Ve dvaapadesáti zápasech play-off si připsal 11 gólů a 13 asistencí, odseděl si 193 trestných minut.

### Statistiky
| Sezona       | Klub                | Soutěž       | Základní část | Základní část | Základní část | Základní část | Základní část | Play off | Play off | Play off | Play off | Play off |
| Sezona       | Klub                | Soutěž       | Z             | G             | A             | B             | TM            | Z        | G        | A        | B        | TM       |
| ------------ | ------------------- | ------------ | ------------- | ------------- | ------------- | ------------- | ------------- | -------- | -------- | -------- | -------- | -------- |
| 1976–77      | Taber Golden Suns   | AJHL         | 60            | 13            | 33            | 46            | 112           | —        | —        | —        | —        | —        |
| 1976–77      | Lethbridge Broncos  | WCHL         | 2             | 0             | 2             | 2             | 0             | —        | —        | —        | —        | —        |
| 1977–78      | Lethbridge Broncos  | WCHL         | 66            | 9             | 24            | 33            | 219           | 8        | 2        | 8        | 10       | 4        |
| 1978–79      | Lethbridge Broncos  | WHL          | 24            | 9             | 18            | 27            | 108           | 6        | 0        | 1        | 1        | 0        |
| 1979–80      | Buffalo Sabres      | NHL          | 63            | 5             | 14            | 19            | 38            | 8        | 1        | 1        | 2        | 19       |
| 1980–81      | Buffalo Sabres      | NHL          | 65            | 8             | 18            | 26            | 121           | 6        | 3        | 1        | 4        | 23       |
| 1981–82      | Buffalo Sabres      | NHL          | 79            | 16            | 32            | 48            | 194           | 4        | 0        | 0        | 0        | 28       |
| 1982–83      | Buffalo Sabres      | NHL          | 60            | 12            | 17            | 29            | 130           | 10       | 4        | 2        | 6        | 47       |
| 1983–84      | Buffalo Sabres      | NHL          | 58            | 14            | 31            | 45            | 101           | 3        | 1        | 0        | 1        | 9        |
| 1984–85      | Buffalo Sabres      | NHL          | 39            | 13            | 11            | 24            | 45            | 5        | 2        | 4        | 5        | 15       |
| 1985–86      | Buffalo Sabres      | NHL          | 54            | 20            | 12            | 32            | 158           | —        | —        | —        | —        | —        |
| 1986–87      | Buffalo Sabres      | NHL          | 50            | 6             | 14            | 20            | 74            | —        | —        | —        | —        | —        |
| 1987–88      | Buffalo Sabres      | NHL          | 77            | 2             | 23            | 25            | 179           | 6        | 0        | 2        | 2        | 23       |
| 1988–89      | Buffalo Sabres      | NHL          | 63            | 6             | 11            | 17            | 86            | —        | —        | —        | —        | —        |
| 1988–89      | New York Rangers    | NHL          | 13            | 0             | 5             | 5             | 31            | 2        | 0        | 0        | 0        | 17       |
| 1989–90      | New York Rangers    | NHL          | 56            | 3             | 6             | 9             | 80            | 8        | 0        | 3        | 3        | 12       |
| 1990–91      | New York Rangers    | NHL          | 14            | 0             | 1             | 1             | 27            | —        | —        | —        | —        | —        |
| 1991–92      | Rochester Americans | AHL          | 62            | 10            | 24            | 34            | 110           | 13       | 0        | 4        | 4        | 16       |
| 1992–93      | San Diego Gulls     | IHL          | 81            | 10            | 32            | 42            | 100           | 14       | 1        | 6        | 7        | 26       |
| Celkem v NHL | Celkem v NHL        | Celkem v NHL | 691           | 105           | 195           | 300           | 1264          | 52       | 11       | 13       | 24       | 193      |

## Trenérská kariéra
Nejprve se stal asistentem kouče u Florida Panthers a to mezi sezonami 1993–94 a 1996–97. Jeho největším úspěchem z této éry byl postup do finále Stanley Cupu v roce 1996, kdy Panthers podlehli Colorado Avalanche.
21. července 1997 se stal hlavním koučem Buffalo Sabres. Ihned se mu podařilo vyrobit úspěch – hned ve své první sezoně přivedl Sabres až do finále Východní konference. Ve druhé sezoně se dostali ještě dál, ve finále Stanley Cupu ale prohráli s Dallas Stars. V dalších dvou sezonách se už tak daleko Sabres nedostali. Nejprve vypadli v prvním kole play-off s Philadelphia Flyers, poté až ve druhém kole s Pittsburgh Penguins. V dalších třech sezonách se Sabres ani jednou nepodívali do play-off, především kvůli finančním problémům způsobeným skandálem vlastnické firmy Adelphia Communications, kterou vytuneloval její vlastník John Rigas. V prvních dvou sezonách po stávce v sezoně 2004–05 se Ruffovi povedlo dostat tým dvakrát za sebou do finále Východní konference, v roce 2006 je ovšem zdolali pozdější vítězové Carolina Hurricanes a v roce 2007 to byli Ottawa Senators, kterým se ale Stanley Cup ukořistit nepodařilo. Ruff se v této době stal nejdéle sloužícím aktivním koučem v NHL a vysloužil si nový tříletý kontrakt s opcí na jeden rok.
Ruff je známý kvůli své neopatrnosti před novináři. Jednou takhle neopatrně komentoval hru Darcyho Tuckera z Toronto Maple Leafs, který před tím zranil centra Jochena Hechta. I přesto, že Tuckerův hit nebyl nečistý, pouze na hranici pravidel, Ruff novinářům sdělil, že chce aby ho liga potrestala a že disciplinární komisi nálsedující den zavolá klidně desetkrát.
5. dubna 2006 se stal teprve jedenatřicátým koučem v historii NHL, který vyhrál 300 zápasů a teprve šestnáctým, který vyhrál 300 zápasů s jediným týmem. V této sezoně, 2006–07, dovedl Sabres k vůbec nejlepšímu výkonu v základní části v jejich historii, když vyhráli 53 zápasů a získali 113 bodů.
V sezoně 2005–06 vyhrál Jack Adams Award pro nejlepšího kouče NHL. Porazil tak další kandidáty, Toma Renneyho z New York Rangers a Petera Lavioletta z Carolina Hurricanes. Hned v další sezoně byl nominován opět, sice porazil v hlasování Michela Therriena z Pittsburgh Penguins, ale Alain Vigneault nakonec vyhrál trofej.
V únoru 2007 dostal pokutu 10 tisíc dolarů za své akce v zápase proti Ottawa Senators. Poté, co Chris Neil ze Senators zranil ostrým hitem kapitána Chrise Druryho a nebyl potrestán, Ruff vyslal na led tři ostré chlapy ze Sabres – Andrewa Peterse, Patricka Kaletu a Adama Maira aby atakovali největší hvězdy soupeře a vyvolali tak hormadnou bitku. Začal Adam Mair, který se na Jasona Spezzu vrhnul hned po vhazování, Peters šel zase po Danym Heatleym, který se ale nechtěl rvát. Nakonec vznikla hormadná bitka a do sebe se pustili i brankáři obou týmů, Martin Biron a Ray Emery.
Po zápase druhého kola play-off v roce 2007 proti New York Rangers byl opět potrestán pokutou, tentokrát za kritizování rozhodčích poté, co neodpískali jasný trest pro příliš mnoho hráčů Rangers na ledě.
V sezoně 2006–07 se stal vůbec prvním koučem Sabres, který tým dovedl ke dvěma sezonám s 50 a více body za sebou. 15. října 2008 se stal třiadvacátým koučem historie NHL, který vyhrál 400 zápasů a teprve sedmým, kterému se to podařilo s jedním týmem.
Je devatenáctý v historických statistikách s 438 výhrami, patnáctý s dvaapadesáti výhrami v play-off. Na zimních olympijských hrách 2010 ve Vancouveru byl asistentem kouče vítězného celku Kanady.

### Statistiky
| Tým    | Sezona  | Základní část | Základní část | Základní část | Základní část | Základní část | Základní část | Základní část              | Play-off | Play-off | Play-off | Play-off               |
| Tým    | Sezona  | Z             | V             | P             | R             | PP            | B             | Výsledek                   | V        | P        | % výher  | Výsledek               |
| ------ | ------- | ------------- | ------------- | ------------- | ------------- | ------------- | ------------- | -------------------------- | -------- | -------- | -------- | ---------------------- |
| BUF    | 1997–98 | 82            | 36            | 29            | 17            | –             | 89            | 3. v Severovýchodní divizi | 10       | 5        | .667     | Finále konference      |
| BUF    | 1998–99 | 82            | 37            | 28            | 17            | –             | 93            | 4. v Severovýchodní divizi | 14       | 7        | .667     | Finále Stanley Cupu    |
| BUF    | 1999–00 | 82            | 35            | 32            | 11            | 4             | 85            | 3. v Severovýchodní divizi | 1        | 4        | .200     | Čtvrtfinále konference |
| BUF    | 2000–01 | 82            | 46            | 30            | 5             | 1             | 98            | 2. v Severovýchodní divizi | 7        | 6        | .538     | Semifinále konference  |
| BUF    | 2001–02 | 82            | 35            | 35            | 11            | 1             | 82            | 5. v Severovýchodní divizi | –        | –        | –        |                        |
| BUF    | 2002–03 | 82            | 27            | 37            | 10            | 8             | 72            | 5. v Severovýchodní divizi | –        | –        | –        |                        |
| BUF    | 2003–04 | 82            | 37            | 34            | 7             | 4             | 85            | 5. v Severovýchodní divizi | –        | –        | –        |                        |
| BUF    | 2005–06 | 82            | 52            | 24            | –             | 6             | 110           | 2. v Severovýchodní divizi | 11       | 7        | .611     | Finále konference      |
| BUF    | 2006–07 | 82            | 53            | 22            | –             | 7             | 113           | 1. v Severovýchodní divizi | 9        | 7        | .563     | Finále konference      |
| BUF    | 2007–08 | 82            | 39            | 31            | –             | 12            | 90            | 4. v Severovýchodní divizi | –        | –        | –        |                        |
| BUF    | 2008–09 | 82            | 41            | 32            | –             | 9             | 91            | 3. v Severovýchodní divizi | –        | –        | –        |                        |
| BUF    | 2009–10 | 82            | 45            | 27            | –             | 10            | 100           | 1. v Severovýchodní divizi | 2        | 4        | .333     | Čtvrtfinále konference |
| Celkem | Celkem  | 984           | 483           | 361           | 78            | 62            | 1106          |                            | 54       | 40       | .574     |                        |

## Osobní život
Jeho mladší bratr, Brent, byl jedním z hráčů Swift Current Broncos, kteří zemřeli při nehodě autobusu v roce 1986.
Další mladší bratr, Marty, byl sice vybrán v prvním kole draftu týmem St. Louis Blues, v NHL si ale nikdy nezahrál.
Starší bratr, Randy, hrál i koučoval juniorský hokej.
Lindy je ženatý s manželkou Gaye a mají spolu čtyři děti, Bretta, Eryn a dvojčata Madeline a Bryana.